# Шевченко (Тепликский район)
Шевченко (укр. Шевченка) — село на Украине, находится в Тепликском районе Винницкой области.
Код КОАТУУ — 0523781303. Население по переписи 2001 года составляет 208 человек. Почтовый индекс — 23823. Телефонный код — 4353.
Занимает площадь 0,077 км².

## Адрес местного совета
23823, Винницкая область, Теплицкий р-н, с. Великая Мочулка, ул. Центральная, 7